# Erica tumida
Erica tumida är en ljungväxtart som beskrevs av Ker-gawl. Erica tumida ingår i släktet klockljungssläktet, och familjen ljungväxter. Utöver nominatformen finns också underarten E. t. minor.